# 罗伯托·陈
罗伯托·莱昂德罗·陈·罗德里格斯（Roberto Leandro Chan Rodríguez，1994年5月24日—），是一名拥有华裔血统的巴拿马职业足球运动员，现效力西班牙足球甲级联赛球队馬拉加，司职后卫。

## 俱乐部生涯
罗伯托·陈在巴拿马球队圣弗朗西斯科开始职业足球生涯，2013年8月以50万美元的身价加盟西班牙足球甲级联赛球队馬拉加。 8月17日，他在新赛季西甲联赛第一轮马拉加客场0比1不敌巴伦西亚的比赛首发登场并踢满全场，完成西甲首秀。

## 个人生活
罗伯托·陈的高祖父陈文达（Chan Man Tak）来自中國广东省香山县谷都三乡白石村（现中山市三乡镇），清光绪十四年（1888年）赴哥伦比亚巴拿马省挖掘巴拿马运河，后定居于巴拿马。